# Dominique de Menil
Dominique de Menil, de soltera Schlumberger, (Paris, 23 de marzo de 1908-Houston, 31 de diciembre de 1997) fue una coleccionista de arte, filántropa franco-estadounidense, fundadora de la Colección Menil y heredera de la empresa de equipos petroleros Schlumberger Limited. En 1986 fue galardonada con la Medalla Nacional de las Artes.

## Biografía
De Menil (nacida Dominique Isaline Zelia Henriette Clarisse Schlumberger) era hija de Louise Schlumberger (de soltera Delpech) y de Conrad Schlumberger, ambos calvinistas alsacianos.Estudió física y matemáticas en la Sorbona. Su interés por el cine la llevó a Berlín para trabajar como asistente de guion en la producción de Josef von Sternberg de El ángel azul. Colaboró con la revista francesa La revue du cinéma donde publicó artículos sobre tecnología cinematográfica.
En 1930 conoció al banquero Jean de Ménil (quien más tarde cambiaría su nombre por John de Menil) con quien se casó al año siguiente y se convirtió al catolicismo. Tuvieron cinco hijos: Marie-Christophe (casada con Robert Thurman y abuela del artista Dash Snow), Adelaide (fotógrafa), George de Menil (economista), François (cineasta y arquitecta) y Philippa (cofundadora de la Dia Art Foundation y líder de una orden sufí en el Bajo Manhattan).
Tras la Segunda Guerra Mundial y la ocupación nazi de Francia, la familia emigró de París a Estados Unidos. Inicialmente se establecieron en Nueva York y después en Houston, donde John se convertiría en presidente de la sucursal de la corporación de servicios de yacimientos petrolíferos Schlumberger.

## Coleccionismo
Dominique y John de Menil comenzaron a coleccionar arte en la década de 1940 con la compra de la pintura Montagne (1895) de Paul Cézanne, en 1945. Finalmente reunieron más de 17.000 obras entre pinturas, esculturas, objetos decorativos, grabados, dibujos, fotografías y libros raros.
Inicialmente la colección estuvo integrada por obras de artistas cubistas, surrealistas y modernistas. En la década de 1960, las adquisiciones para la colección se inclinaron hacía los principales movimientos estadounidenses de posguerra como el expresionismo abstracto, el arte pop y el minimalismo. A lo largo de los años mantuvieron una estrecha amistad con muchos de los artistas cuyas obras coleccionaban, como Victor Brauner, Max Ernst, Jasper Johns, Yves Klein, René Magritte, Robert Rauschenberg, Dorothea Tanning y Andy Warhol.
Como modernistas, reconocieron las profundas conexiones formales y espirituales entre las obras de arte contemporáneas y las de las culturas antiguas e indígenas, ampliando su colección con obras de las culturas clásicas mediterránea y bizantina, así como objetos de África, Oceanía y el Noroeste del Pacífico.

## Mecenazgo
Tras fijar su residencia en Houston, pronto se convirtieron en figuras clave en la vida cultural en desarrollo de la ciudad como defensores del arte y la arquitectura moderna. En 1949 encargaron al arquitecto Philip Johnson el diseño de su casa en el barrio de River Oaks en Houston. Una de las primeras residencias de estilo internacional en Texas, que generó polémica no solo por destacar entre las mansiones de River Oaks, sino también por la combinación de las líneas limpias, colorido llamativo y modernista de Johnson y el diseño interior ecléctico de Charles James. Los de Menil llenaron su casa de arte y recibieron a muchos de los principales artistas, científicos, activistas de derechos civiles e intelectuales de la época.
Estimulados en parte por la falta de una verdadera comunidad artística en Houston,en las décadas de 1950 y 1960, los de Menil promovieron el arte moderno a través de la organización de exposiciones en la Asociación de Arte Contemporáneo (más tarde el Museo de Arte Contemporáneo de Houston), entre ellas la primera exposición individual de Max Ernst en Estados Unidos, y en el Museo de Bellas Artes de Houston, al que entregaron importantes obsequios de arte. También jugaron un papel decisivo en la contratación deJermayne MacAgy como directora de la Asociación de Arte Contemporáneo donde fue comisaria de varias exposiciones como "La esfera de Mondrian" y "Totems Not Taboo: An Exhibition of Primitive Art". En 1954 fundaron la Fundación Menil, una organización sin fines de lucro dedicada al "apoyo y avance de los fines religiosos, benéficos, literarios, científicos y educativos".
Ese mismo año proporcionaron fondos a la Universidad de St. Thomas, una pequeña institución católica en Houston, para construir Strake Hall y Jones Hall, diseñados por Philip Johnson. En1959 fundaron el departamento de arte de la Universidad de St. Thomas, e invitaron a Jermayne MacAgy a impartir cursos y comisar exposiciones en Jones Hall. 
En 1967 crearon el Media Center de la universidad. Los de Menil solían reclutar personalmente a miembros de la facultad para los departamentos concentrando a muchos artistas e historiadores del arte de renombre, incluidos Marcel Duchamp, Roberto Matta y James Johnson Sweeney, quien ejerció como director del Museo de Bellas Artes de Houston de 1961 a 1967. Después de la muerte de Jermayne MacAgy en 1964, Dominique de Menil se hizo cargo de sus clases y se convirtió en presidenta del departamento de arte de la Universidad de St. Thomas, comisariando varias exposiciones en los años siguientes.
En 1969 los de Menil trasladaron el departamento de arte, incluida la facultad de historia del arte, y el Media Center a la Universidad de Rice, donde fundaron el Instituto para las artes para gestionar el programa de exposiciones del Museo Rice. Exposiciones notables de este museo organizadas con la ayuda de los de Menil fueron "The Machine as Seen at the End of the Mechanical Age", comisariada por Pontus Hulten para el Museo de Arte Moderno de Nueva York, y "Raid the Icebox 1 con Andy Warhol ", una exposición de objetos seleccionados por Warhol de las cámaras de almacenamiento del Museo de Arte de la Escuela de Diseño de Rhode Island.Los de Menil también mostraron su interés por el cine, trabajando con cineastas como Roberto Rossellini, quien realizó varios viajes a Houston para enseñar a los estudiantes de la Universidad Rice y crear documentales para televisión. También apoyaron al profesor de astrofísica de la Universidad de Rice, Donald D. Clayton, para una residencia de dos semanas en Roma en junio-julio de 1970 para trabajar con Rossellini, ideando el proyecto de una película sobre cosmología que no avanzó en la filmación, pero que fue publicado en 1975 como una memoria personal de una vida descubriendo el universo. Otros cineastas que visitaron el Media Center fueron Ola Balogun, Bernardo Bertolucci, James Blue, Jim McBride y Colin Young .
También invitaron a fotógrafos para documentar eventos en la ciudad de Houston y exponer su trabajo. Encargaron a Henri Cartier-Bresson fotografiar la convención de la Federación Estadounidense de las Artes celebrada en Houston en 1957, y trabajaron con fotógrafos como Frederick Baldwin y Wendy Watriss y Geoff Winningham quienes fundaron FotoFest. La fotografía se convirtió en un componente importante de la colección, con obras de Eve Arnold, Henri Cartier-Bresson, Danny Lyon, Hans Namuth y Eve Sonneman.

## Derechos civiles y humanos
Además de ser conocidos como coleccionistas y mecenas de arte, John y Dominique de Menil fueron defensores de los derechos humanos. Sus acciones en Houston se centraron especialmente en el Movimiento por los derechos civiles . En 1960 lanzaron el ambicioso proyecto de investigación académica "La imagen del negro en el arte occidental", dirigido por el historiador de arte Ladislas Bugner. Un proyecto en curso que busca catalogar y estudiar la representación de individuos de ascendencia africana en el arte occidental, bajo los auspicios de la Universidad de Harvard.
Su acción más controvertida en favor de los derechos civiles fue su oferta del Obelisco Roto de Barnett Newman como obsequio parcial a la ciudad de Houston en 1969, con la condición de que fuera dedicado al recientemente asesinado Martin Luther King Jr. Cuando la ciudad rechazó el regalo, se provocó un polémico debate que acabó solo cuando los de Menil compraron ellos mismos la escultura y la colocaron frente a la Capilla Rothko recién terminada.
Los de Menil habían hecho originalmente planes para construir la Capilla Rothko en 1964 coincidiendo con el encargo de Dominique de un conjunto de pinturas a Mark Rothko para una capilla ecuménica destinada a la Universidad de St. Thomas como un espacio de diálogo y reflexión entre religiones. Después de sufrir revisiones por parte de varios arquitectos, incluidos Philip Johnson, Howard Barnstone y Eugene Aubry, la Capilla Rothko no confesional se inauguró en la propiedad de la Fundación Menil en 1971 en una ceremonia en la que participaron miembros de varias religiones. Al año siguiente se estableció como organización autónoma y comenzó a albergar coloquios. El primero de ellos "Modos tradicionales de contemplación y acción", reunió a líderes religiosos, eruditos y músicos de cuatro continentes.
Los de Menil también organizaron exposiciones sobre derechos humanos y civiles, como The De Luxe Show, una muestra de arte contemporáneo celebrada en 1971 en el Fifth Ward de Houston, un barrio históricamente afroamericano. Coordinada por el activista de derechos civiles y más tarde congresista estadounidense Mickey Leland, fue una de las primeras exposiciones de arte racialmente integradas en Estados Unidos.
En 1986, Dominique de Menil creó la Fundación Carter-Menil de Derechos Humanos junto al ex presidente Jimmy Carter para "promover la protección de los derechos humanos en todo el mundo". La Fundación otorgaba el Premio Carter-Menil de Derechos Humanos a organizaciones o personas por su compromiso con los derechos humanos. También creó el Premio Óscar Romero, que lleva el nombre del obispo salvadoreño asesinado.

## Planes para un museo

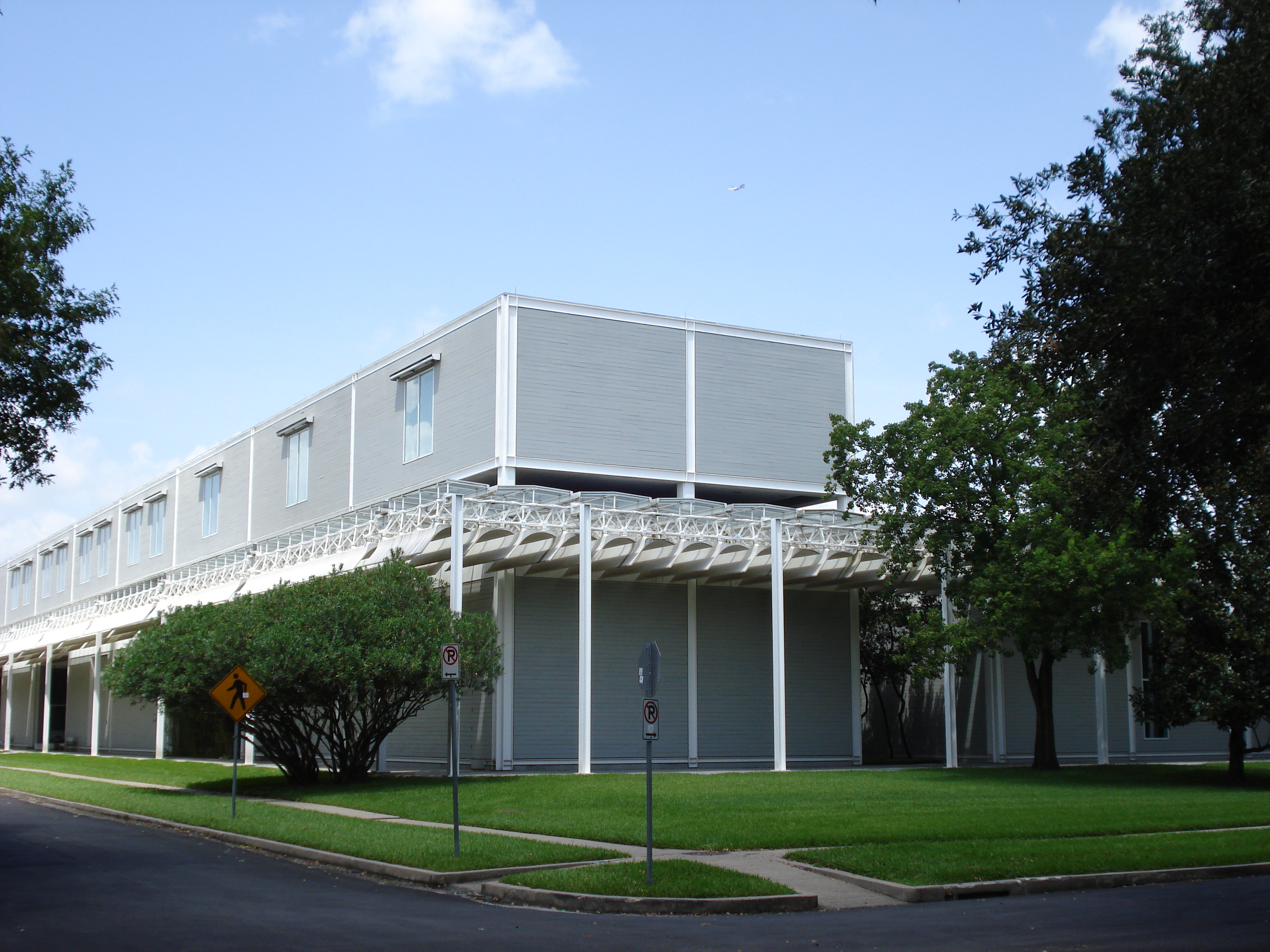
Esquina sureste de la Colección Menil, Houston

Los planes para crear un museo para albergar y exponer la colección de John y Dominique de Menil comenzaron ya en 1972 cuando le pidieron al arquitecto Louis I. Kahn que diseñara un campus del museo en la propiedad de la Fundación Menil en el vecindario Montrose, cerca de la Capilla Rothko. Kahn produjo algunos dibujos preliminares, pero el proyecto fue suspendido en 1973 tras la muerte de John de Menil y Kahn con menos de un año de diferencia.
En la década de 1980, Dominique de Menil buscó de nuevo un arquitecto para diseñar el museo que se ajustara a su visión del museo
y finalmente lo encargó a Renzo Piano, conocido por su provocador edificio del Centro Georges Pompidou en París. "Soñaba con preservar parte de la intimidad que había disfrutado con las obras de arte", escribió. "Mostraríamos sólo partes de la Colección, pero en un espacio generoso y atractivo... El público tendría la rara alegría de sentarse frente a un cuadro y contemplarlo...Las obras aparecerían, desaparecerían y reaparecerían como actores en un escenario." El sobrio diseño de Piano para la Colección Menil se hizo eco de la arquitectura de los bungalós circundantes, que habían sido pintados de gris por la Fundación Menil, y presentaban un techo de hojas con dosel que permitían que la luz natural filtrada llenara las galerías. El resultado fue un museo "pequeño por fuera, pero... lo más grande posible por dentro".
Inaugurada el 7 de junio de 1987, la Colección Menil expone objetos de la colección, incluidas una selección de obras de arte africano, una vasta colección de piezas surrealistas y el trabajo de varios artistas estadounidenses contemporáneos como Jackson Pollock, Barnett Newman., Clyfford Still, Robert Motherwell, Cy Twombly y Mark Rothko. También organiza exposiciones temporales. A menudo se la cita como una de las colecciones de arte privadas más importantes, junto con la Fundación Barnes y el Museo J. Paul Getty.
Inaugurada en 1995, la cercana Galería Cy Twombly alberga más de treinta pinturas, esculturas y obras sobre papel de Twombly. Diseñada por Renzo Piano, la galería se hace eco de algunas de las características arquitectónicas de la Colección Menil, como el uso de luz natural difusa, a la vez que conserva su propia identidad.
El campus de Menil también incluye la Byzantine Fresco Chapel. Cuando de Menil tuvo noticia de que un grupo de contrabandistas habían robado y rasgado unos frescos bizantinos del siglo XIII de una capilla en Lysi, Chipre, pagó el rescate por ellos y financió su restauración. A cambio de esta labor, el Santo Obispado de Chipre permitió que las obras permanecieran en Houston como préstamo durante 20 años. Los frescos, una cúpula con Cristo Pantokrator y un ábside que representa a la Virgen María Panayia, se instalaron en un espacio interior similar a un relicario donde estuvieron expuestos hasta marzo de 2012, año en el que fueron devueltos a la Iglesia de Chipre. El edificio fue diseñado por el arquitecto Francois de Menil e imita la capilla Lysi original.
En 1996 Dominique de Menil encargó el que sería su último proyecto: tres instalaciones de iluminación in situ realizadas por el escultor minimalista Dan Flavin para Richmond Hall. La instalación consta de dos luces fluorescentes verdes horizontales en los lados este y oeste del exterior del edificio, dos juegos de luces blancas diagonales en las paredes del vestíbulo y una gran obra en el espacio interior principal con colores rosa, amarillo, verde y azul y luces ultravioleta. En Richmond Hall también se exponen cuatro ejemplos de los "monumentos" de Flavin a V. Tatlin, creados entre 1964 y 1969.
Dominique de Menil murió en Houston el 31 de diciembre de 1997.